# Olof Lindbom
Olof Lindbom, född 24 november 1719 i Sankt Ilians socken, Västmanland, död 11 februari 1772 i Köping, var en svensk kyrkoherde och hovpredikant.
Efter prästvigningen fick han tjänst i Fellingsbro. Efter det kom han till domkyrkan i Västerås. Till sist blev han kyrkoherde i Köping. Han ansågs som en "duglig och uppburen predikant" och utnämndes även till hovpredikant.
En av hans predikningar, Långfredagspredikan år 1748 i Fellingsbro kyrka, utgavs i tryck 1756. Predikan, som är inte mindre än 60 sidor lång, ansågs så värdefull och lätt att sälja på marknaden att den trycktes om två gånger.
Olof Lindbom gifte sig med Christina, dotter till Abraham Hülphers den äldre.